# Castalia (Carolina del Nord)
Castalia és una població dels Estats Units a l'estat de Carolina del Nord. Segons el cens del 2000 tenia 340 habitants.

## Demografia
Segons el cens del 2000, Castalia tenia 340 habitants, 132 habitatges i 102 famílies. La densitat de població era de 177,4 habitants per km².
Dels 132 habitatges en un 36,4% hi vivien nens de menys de 18 anys, en un 53,8% hi vivien parelles casades, en un 18,9% dones solteres, i en un 22,7% no eren unitats familiars. En el 20,5% dels habitatges hi vivien persones soles el 12,9% de les quals corresponia a persones de 65 anys o més que vivien soles. El nombre mitjà de persones vivint en cada habitatge era de 2,58 i el nombre mitjà de persones que vivien en cada família era de 2,87.
Per edats la població es repartia de la següent manera: un 26,8% tenia menys de 18 anys, un 7,1% entre 18 i 24, un 31,5% entre 25 i 44, un 21,5% de 45 a 60 i un 13,2% 65 anys o més.
L'edat mediana era de 35 anys. Per cada 100 dones de 18 o més anys hi havia 91,5 homes.
La renda mediana per habitatge era de 23.438 $ i la renda mediana per família de 29.375 $. Els homes tenien una renda mediana de 23.750 $ mentre que les dones 19.250 $. La renda per capita de la població era de 12.455 $. Entorn del 23,2% de les famílies i el 22,9% de la població estaven per davall del llindar de pobresa.

## Poblacions més properes
El següent diagrama mostra les poblacions més properes.